# Amerikai Horror Story: Hotel
Az Amerikai Horror Story sorozat ötödik évada a Hotel alcímet viseli. A már megszokott csatornán, az FX-en sugározták 2015. október 7-e és 2016. január 13-a között. A középpontban egy Hotel áll, ahol a sorozathoz híven furcsa és megrázó dolgok fognak történni. Ez az első évad, ahol nem Jessica Lange az alapkarakter, sőt nem is szerepel benne. Visszatérő szereplők viszont Evan Peters, Sarah Paulson, Denis O'Hare, Lily Rabe, Kathy Bates, Gabourey Sidibe, Angela Bassett, Chloë Sevigny, Finn Wittrock, Wes Bentley, Mare Winningham és Matt Bomer. Új szereplőként érkezik Lady Gaga, Cheyenne Jackson, Naomi Campbell és Max Greenfield.
A mostani évad kötődik az elsőhöz, Marcy az ingatlanügynök, valamint Billie Dean médium feltűnésével. Az alkotók elmondása szerint ez az évad sokkal komorabbra és véresebbre sikerült elődeihez képest.
A szezon történetszálát a hoteles horrorfilmek és egy Los Angelesben álló baljós események által "hírnevet" szerzett hotel adta, beleértve a Cecil Hotelben történteket.

## Cselekmény
John Lowe nyomozó egy gyilkossági ügyet göngyölít fel Los Angelesben. A tettes nem akármilyen gyilkosságokat követ el, hiszen a Tízparancsolat alapján választja ki áldozatait. A szálak a rejtélyes Cortez Hotelbe vezetnek, ahol gonoszabbnál gonoszabb alakok laknak. Fény derül a horror hotel hátborzongató múltjára is.

## Szereplők
| Alakító              | Magyar hang        | Szerep                   | Leírás | Epizódok | Epizódok |
| -------------------- | ------------------ | ------------------------ | --- | -------- | -------- |
| Lady Gaga            | Létay Dóra         | Elizabeth Johnson grófnő | Csődbe jutott hoteltulajdonos, aki hordozója egy ősi vírusnak, amitől vámpírszerű életet kell folytasson.     | 12       | 12       |
| Chloë Sevigny        | Andrusko Marcella  | Dr. Alex Lowe            | Gyermekorvos, aki elveszítette a kisfiát.                                                                     | 12       | 12       |
| Wes Bentley          | Orosz Ákos         | John Lowe nyomozó        | Alex férje - detektív, aki tudtán kívül egy már elhunyt sorozatgyilkos jobbkeze.                              | 11       | 11       |
| Denis O'Hare         | Harsányi Gábor     | Liz Taylor               | Transzvesztita bárpultos, akire rátalál az igaz szerelem, ám attól meg kell hamar válnia.                     | 11       | 11       |
| Kathy Bates          | Molnár Piroska     | Iris                     | Recepciós, akit fia örökre a Hotel Cortezhez köt.                                                             | 11       | 11       |
| Mare Winningham      | Bertalan Ágnes     | Hazel Evers              | Hűséges, serény takarítónő.                                                                                   | 11       | 11       |
| Evan Peters          | Czető Roland       | James Patrick March      | A Hotel Cortez tervezője, eredeti tulajdonosa - amelynek falai között rejti el áldozatait.                    | 10       | 10       |
| Lennon Henry         | Berecz Kristóf Uwe | Holden Lowe              | Alex és John eltűnt gyermeke, ma már vámpír.                                                                  | 10       | 10       |
| Matt Bomer           | Hujber Ferenc      | Donovan                  | Iris fia, a grófnő párja - szép, hedonista vámpír.                                                            | 9        | 9        |
| Sarah Paulson        | Peller Anna        | Sally McKenna            | Drogfüggő szellemnő, aki retteg attól, hogy magára hagyják.                                                   | 9        | 9        |
| Sarah Paulson        | Peller Anna        | Billie Dean Howard       | Televíziós médium.                                                                                            | 1        | 9        |
| Cheyenne Jackson     | Posta Victor       | Will Drake               | A Hotel Cortez leendő tulajdonosa.                                                                            | 9        | 9        |
| Finn Wittrock        | Szatory Dávid      | Tristan Duffy            | Liz Taylor szeretője - lázadó, punk modell.                                                                   | 6        | 9        |
| Finn Wittrock        | Szatory Dávid      | Rudolph Valentino        | A grófnő igaz szerelme, átalakítója - filmcsillag.                                                            | 3        | 9        |
| Angela Bassett       | Bognár Gyöngyvér   | Ramona Royale            | Volt-filmcsillag, bosszúszomjas vámpír.                                                                       | 7        | 7        |
| Shree Crooks         | Gyarmati Laura     | Scarlett Lowe            | Alex és John lánya, Holden húga.                                                                              | 7        | 7        |
| Nicole Tompkins      | Laudon Andrea      | Scarlett Lowe            | Alex és John lánya, Holden húga.                                                                              | 1        | 1        |
| Jessica Belkin       | Csifó Dorina       | Wren                     | John bűntársa - vámpírgyermek a hotelből.                                                                     | 7        | 7        |
| Lyric Lennon         | Nagy Gereben       | Lachlan Drake            | Will fia. | 6        | 6        |
| Kamilla Alnes        | Dögei Éva          | Vendela                  | A hotelben megszálló svéd turistalányok.                                                                      | 4        | 4        |
| Helena Mattsson      | Vágó Bernadett     | Agnetha                  | A hotelben megszálló svéd turistalányok.                                                                      | 4        | 4        |
| Alexandra Daddario   | Kiss Virág         | Natacha Rambova          | Rudolph felesége - hollywoodi híresség.                                                                       | 3        | 3        |
| Christine Estabrooke | Udvarias Anna      | Marcy                    | Szószátyár ingatlanügynök.                                                                                    | 3        | 3        |
| Max Greenfield       | Fekete Zoltán      | Gabriel                  | Homoszexuális heroinfüggő.                                                                                    | 3        | 3        |
| Lily Rabe            | Solecki Janka      | Aileen Wuornos           | Az Ördög Éjszakája nevű októberi esemény mélyen tisztelt meghívottjai, akik a Hotel Cortezben vendégeskednek. | 2        | 2        |
| John Caroll Lynch    | Háda János         | John Wayne Gacy          | Az Ördög Éjszakája nevű októberi esemény mélyen tisztelt meghívottjai, akik a Hotel Cortezben vendégeskednek. | 2        | 2        |
| Anthony Ruivivar     | Galbenisz Tomasz   | Richard Ramirez          | Az Ördög Éjszakája nevű októberi esemény mélyen tisztelt meghívottjai, akik a Hotel Cortezben vendégeskednek. | 2        | 2        |
| Naomi Campbell       | Agócs Judit        | Claudia Bankson          | Vogue-szerkesztő.                                                                                             | 2        | 2        |
| Gabourey Sidibe      | Szilágyi Csenge    | Queenie                  | Los Angelesbe érkezett boszorkánytanonc.                                                                      | 1        | 1        |
| Matt Ross            | Imre István        | Dr. Charles Montgomery   | A grófnő abortuszának kivitelezője.                                                                           | 1        | 1        |

## Epizódok
| Sor. | Év. | Cím                                                        | Rendező           | Író                         | Premier                             | Nézettség   |
| --- | --- | ---------------------------------------------------------- | ----------------- | --------------------------- | ----------------------------------- | ----------- |
| 52. | 1.  | A bejelentkezés ("Checking In")                            | Ryan Murphy       | Ryan Murphy és Brad Falchuk | 2015. október 7. 2016. április 29.  | 5,81 millió |
| Két svéd turistalány érkezik a Los Angeles belvárosában található Cortez Hotelbe. Szobájukban azonban különös teremtményre bukkannak. Iris (Kathy Bates), a hotel recepciósa a 64-es szobába költözteti a párost. Mindeközben John Lowe nyomozó (Wes Bentley) egy kegyetlen gyilkossági ügyben nyomoz. A nyomozás során azonban egy ismeretlen férfi hívja fel őt telefonon és a Cortezbe hívja, ahol válaszokra lelhet. John végül elmegy a hotelbe, ahol el is alszik. Álmát az évek óta eltűnt kisfia, Holden (Lennon Henry) zavarja meg. A drogfüggő Gabriel (Max Greenfield) becsekkol a Cortez Hotelba, majd brutálisan megerőszakolja őt a függőség démona. Mielőtt meghal, feltűnik Sally (Sarah Paulson) a szobában és arra kéri a férfit, hogy mondja ki, hogy szereti őt. Elizabeth (Lady Gaga) és Donovan (Matt Bomer) szexuális kapcsolatot létesít egy másik párral. Az együttlét alatt azonban a párt brutálisan meggyilkolják és a vérükből is isznak. Will Drake (Cheyenne Jackson) az új tulajdonosként érkezik a Cortezbe fiával, Lachlannel (Lyric Lennon) együtt. Visszatekintünk 1994-be is, amikor Sally és Donovan megérkezik a hotelbe, hogy együtt drogozzanak az egyik szobában. Donovan édesanyja, Iris követi őket és pánikba esik, amikor meglátja eszméletlen fiát. Sally zavartan távozik a szobából, azonban Iris követi őt és kilöki az ablakon. John Lowe beköltözik a Hotel Cortez 64-es szobájába.                    |     |                                                            |                   |                             |                                     |             |
| 53. | 2.  | Létrák és csúszdák ("Chutes and Ladders")                  | Bradley Buecker   | Tim Minear                  | 2015. október 14. 2016. április 29. | 4,06 millió |
| Will Drake divatbemutatót rendez a hotel halljában Claudia, a Vogue magazin szerkesztőjének segítségével. Az eseményen részt vesz a drogfüggő színész-modell Tristan Duffy (Finn Wittrock) is, így összetalálkozik Elizabeth-el, aki átváltoztatja a fiút vámpírrá, valamint szexuális kapcsolatot is létesít vele. Mikor Donovan tudomására jut az eset, féltékeny lesz, mely a grófnővel való kapcsolatának végét eredményezi. John elindul, hogy letartóztassa Iris-t, azonban ő inkább a hotel múltjáról kezd mesélni a nyomozónak. A szadista James Patrick March (Evan Peters) építette a hotelt az 1920-as években, azzal a céllal, hogy embereket kínozzon és öljön e falakon belül. Végül azonban a rendőrség rátalált, így ő és hűséges takarítónője, Miss Evers (Mare Winningham) öngyilkosságot követnek el. Lachlan és Scarlett összebarátkoznak. Lachlan rátalál arra a helyre a hotelben, ahol Elizabeth gyermekei pihennek koporsókban. Elvezeti ide Scarlett-et is. A lány az egyik koporsóban felismeri testvérét, Holdent. Másnap visszatér a hotelbe, hogy beszéljen öccsével, képet is készít vele bizonyíték céljából, ám mikor azt megmutatja édesapjának Holden elmosódottnak látszik. |     |                                                            |                   |                             |                                     |             |
| 54. | 3.  | Anya ("Mommy")                                             | Bradley Buecker   | James Wong                  | 2015. október 21. 2016. május 6.    | 3,2 millió  |
| Tristan összetalálkozik March-al, akinek megígéri, hogy megöli Will Drake-t, miután az felfedte terveit a hotel átalakításáról. Elizabeth megakadályozza ezt és elmagyarázza a fiúnak, hogy össze akar házasodni Will-el, hogy aztán megörökölhesse az összes pénzét, miután megöli őt. Elizabeth-nek szüksége van a pénzre, mivel egy befektetésben mindenét elvesztette. Iris és Donovan kapcsolata továbbra sem javul, sőt fia arra bátorítja Iris-t, hogy legyen öngyilkos. Nem sokkal később Donovan-t elrabolja Ramona Royale (Angela Bassett), a grófnő egykori szeretője. Ramona terve az, hogy bosszúból megölje Elizabeth gyermekeit, miután ő meggyilkolta Ramona férfi szerelmét. Mikor Donovan elárulja neki, hogy a grófnő szakított vele, Ramona szabadon engedi. Iris eközben megfogadta fia tanácsát és Sally segítségével drogtúladagolásban szeretne véget vetni életének. Donovan betör a szobába és saját vérét csepegteti édesanyja szájába, így visszahozza őt az életbe. Alex a hotelben átnyújtja a válási papírokat John-nak, aki teljesen összeomlik a hír hallatán. Alex a hotelból kifelé menet megpillantja a folyosón fiát, Holden-t, aki csak annyit mondd neki, hogy "Szia, Anya". |     |                                                            |                   |                             |                                     |             |
| 55. | 4.  | Az Ördög éjszakája ("Devil's Night")                       | Loni Peristere    | Jennifer Salt               | 2015. október 28. 2016. május 6.    | 3,04 millió |
| Az Ördög éjszakáján (október 30.) Richard Ramirez (Anthony Ruivivar) csekkol be a hotelba, nem sokkal később gyilkolásba kezd. Ramirez érkeztét követően további sorozatgyilkosok jelennek meg, mint például Aileen Wuornos (Lily Rabe), aki a bárban összetalálkozik Johnnal, majd megpróbálja megölni őt. John megfékezi a nőt, azt hiszi ez az egész egy halloweeni tréfa. Liz Taylor mesél Johnnak March évente megrendezett, az "Ördög éjszakája" néven futó vacsorapartijáról, ahol a leghírhedtebb sorozatgyilkosok gyűlnek össze, hogy együtt ünnepeljenek. A vacsorán John és Wuornos ismét összefutnak, valamint March az összes többi vendégnek is bemutatja John-t. Minden évben jelen van Ramirez és Wuornos mellett John Wayne Gacy (John Carroll Lynch), Jeffrey Dahmer (Seth Gabel) és a Zodiákus gyilkos is. Az este folyamán John szeme láttára gyilkol meg a csapat egy férfit, akit Sally hozott be magával a hotelbe. Ezalatt Alex hazaviszi a hotelból Holdent, hogy megvizsgálhassa van-e valamilyen baja. Alex arra lép be a szobába, hogy fia megölte a család kutyáját és a véréből iszik. Miután Holden hiányolja a "másik anyukáját", elvezeti Alex-et Elizabeth-hez vissza a hotelba. Elizabeth azt állítja, hogy John elhanyagolta kisfiát és azért rabolta el, hogy "megmentse". A grófnő felajánlja a lehetőséget Alexnek, hogy átváltoztatja vámpírrá, így örökre együtt maradhat Holdennel. Alex elfogadja az ajánlatot. |     |                                                            |                   |                             |                                     |             |
| 56. | 5.  | A szobaszerviz ("Room Service")                            | Michael Goi       | Ned Martel                  | 2015. november 4. 2016. május 13.   | 2,87 millió |
| Iris és Donovan Ramona Royale-hoz sietnek, hogy összeesküvést szőjenek Elizabeth ellenː megbeszélik, hogy Iris lesz a bennfentes személy a hotelben, hiszen a grófnő rá soha nem gyanakodna. Alex kétségbeesik, amikor egyik betege, Max haldokolni kezd, így megsajnálja őt és saját vérével átváltoztatja vámpírrá. Másnap a fiú megöli szüleit és a vérükből táplálkozik, majd iskolába megy, ahol osztálytársait is megfertőzi a vírussal. A csoport brutálisan meggyilkolja a tanári kart. John nyomozó Sally társaságában ébred egy ágyban. Sally elmeséli neki, hogy a férfi rángatta fel őt a bárból a szobába, hogy együtt lehessenek. John azonban mindent tagad és ott hagyja Sally-t. Két arrogáns hipszter (Darren Criss és Jessica Lu) csekkol be a hotelba és Iris-t mindennek lehordva foglalják el szobájukat. Liz Taylor megvigasztalja Iris-t és elmeséli neki, hogyan érkezett meg a hotelba. Végezetül Iris kegyetlenül végez a két fiatallal, majd vérükből iszik. Elizabeth elvezeti Holden-t immár vámpír édesanyjához, aki rögtön észreveszi a változást. Elizabeth gyermekgondozóként állítja munkába Alex-et a hotelban mindaddig, amíg követi a grófnő által diktált szabályokat. |     |                                                            |                   |                             |                                     |             |
| 57. | 6.  | A 33-as szoba ("Room 33")                                  | Loni Peristere    | John J. Gray                | 2015. november 11. 2016. május 13.  | 2,64 millió |
| A bevezető jelenetben visszakanyarodik a történet A gyilkos házhoz ahol Grófnő abortuszt akar végrehajtatni, de a baba megtámadja az orvos segédjét. Később visszatérünk a jelenbe, ahol a fiút a 33-as szobában őrzi a Grófnő. John Lowe megtalálja Alex-et a feleségét, a fiát és a koporsókat az alagsorban. A nő mindent el akar titkolni férje elől így benyugtatózza, hogy álomnak higgye az egészet. Donovan és Ramona megérkeznek, hogy bosszút álljanak a Grófnőnː meg akarják ölni az általa teremtett vámpírgyerekeket. Közben a parancsolatos gyilkos ismét lecsap. |     |                                                            |                   |                             |                                     |             |
| 58. | 7.  | A filmsztár ("Flicker")                                    | Michael Goi       | Crystal Liu                 | 2015. november 18. 2016. május 20.  | 2,64 millió |
| A grófnő régen amikor még színésznő volt megismerkedett egy színésszel és annak feleségével. Ők ajánlották fel a halhatatlanságot neki. Hármójuk között vonzalom is kialakult amit a grófnő akkori férje megtudott és bezárta a férfit és feleségét egy kijárat nélküli helyre. A hotel átépítésekor ezt 2 munkás meg is találja... John bevonul egy egészségközpontba ahol egy kislányt talál, aki tudja ki a parancsolatos gyilkos. Megszökteti a lányt, elmondja hogy a gyilkos a hotelben lakik majd kiszalad az útra, ahol elgázolják. |     |                                                            |                   |                             |                                     |             |
| 59. | 8.  | A tízparancsolatos gyilkos ("The Ten Commandments Killer") | Loni Peristere    | Ryan Murphy                 | 2015. december 2. 2016. május 20.   | 2,31 millió |
| John-nak rá kell döbbennie a szörnyű igazságra: ő a Tízparancsolatos gyilkos. Elmegy az elütött kislányhoz a hullaházba ahol egykori társa várja. Emlékszik mindenre és neki kezdi el meséli, mi változtatta meg jellemét miként "tanult" James Patrick March-tól és miként tért a gyilkos útra. |     |                                                            |                   |                             |                                     |             |
| 60. | 9.  | Bosszúszomj ("She Wants Revenge")                          | Michael Uppendahl | Brad Falchuk                | 2015. december 9. 2016. május 27.   | 2,14 millió |
| A grófnő rájön mit tett régi szerelmével March. El is kezdi keresni őket, miközben egyre többen fordulnak el tőle. Will Drake-kel az esküvőjüket tervezgetik. Alex egyik betege halálán van és ő megmenti azzal, hogy átváltoztatja, de ezzel ellenszegül a grófnőnek, miszerint csak ő adhatja át ezt az "ajándékot" másnak. Donovan és Ramona bosszújukat készítik elő... |     |                                                            |                   |                             |                                     |             |
| 61. | 10. | Bűnhődés ("She Gets Revenge")                              | Bradley Buecker   | James Wong                  | 2015. december 16. 2016. május 27.  | 1,85 millió |
| Elindulnak a bosszú-hadjáratok, a leszámolások ki-ki a maga ellenségét iktatja ki ebben a részben. A grófnő rájön, hogy Alex ellenszegült neki így ultimátumot ad neki. A nő férjétől kér segítséget. A vámpírgyerekeket bezárják a zárt folyosóra ahol Ramona is csapdába esett Donovan árulása miatt. Ezután Alex és John távoznak a hotelből Holdennel együtt. Liz Taylor és Iris felfegyverkezve elindulnak a grófnőért. |     |                                                            |                   |                             |                                     |             |
| 62. | 11. | A leszámolás ("Battle Royale")                             | Michael Uppendahl | Ned Martel                  | 2016. január 6. 2016. június 3.     | 1,84 millió |
| Liz és Iris akciója félresikerül, Donovan meghal és a grófnő is elmenekül, ezért felkeresik Ramonát a rejtek folyosón. Hogy segítsék felépülését áldozatot kell vinniük neki. Épp ekkor toppan a hotelba Queenie (akit a 3. évadból ismerhettünk meg). Mivel ő élő Vudubaba, ezért csak a már halott March tudja megölni. Alex és John 2 gyermekével hazatér de nem sokáig örülhetnek. Sally hiába menti meg a grófnőt John őt választja utolsó parancsolatának áldozatául, így mikor Ramona épp elengedné John lelövi majd fejét veszi. |     |                                                            |                   |                             |                                     |             |
| 63. | 12. | Legyen a vendégünk! ("Be Our Guest")                       | Bradley Buecker   | John J. Gray                | 2016. január 13. 2016. június 3.    | 2.24 millió |
| Liz és Iris végre elkezdik az átalakítást, de a hotelben megölt és ott rekedt vendégek tovább gyilkolnak, így lépésre szánják el magukat. Összefogják a többieket és célt adnak az ottani "életüknek": Will Drake újra a divattal foglalkozhat, Sally a közösségi média által nyithat az emberek felé. Később Liz rákos lesz de kérésére megölik őt közösen így velük maradhat örökre a hotelban. A grófnő is megbékél és jó útra tér. John-ról lehull a lepel és kiderül, hogy gyilkos így ő, felesége és fia visszaköltöznek a hotelba, lányukat pedig egy neves iskolába küldik. Egyik este rajtaütnek John-on és le is lövik de nem tud bemenni a hotelba így ő csak az ördög éjszakáján tud csatlakozni a lakókhoz egyetlen napra. |     |                                                            |                   |                             |                                     |             |